# Megalastrum wacketii
Megalastrum wacketii är en träjonväxtart som först beskrevs av Eduard Rosenstock och Carl Frederik Albert Christensen, och fick sitt nu gällande namn av Alan Reid Smith och R. C. Moran. Megalastrum wacketii ingår i släktet Megalastrum och familjen Dryopteridaceae. Inga underarter finns listade.